# تطبيقات إمكانية الوصول
تطبيقات الوصول هي تطبيقات الهواتف المحمولة التي تزيد من إمكانية وصول الأفراد ذوي الإعاقة إلى الأجهزة أو التقنية. التطبيقات، المعروفة أيضًا باسم برامج التطبيقات، هي برامج مصممة لتمكين المستخدمين النهائيين من أداء مهام محددة. هناك العديد من أنواع التطبيقات المختلفة، ومن أمثلتها: معالجات النصوص، متصفحات الويب، مشغلات الوسائط، ألعاب الكونسول، محررات الصور، تطبيقات المحاسبة، ومحاكيات الطيران. يشير مصطلح الوصول عمومًا إلى تصميم المنتجات والبيئات بحيث تكون قابلة للاستخدام من قبل الأشخاص ذوي الإعاقة. يمكن أن تشمل تطبيقات الوصول أيضًا تحسين النسخ الحالية من البرمجيات أو الأجهزة بإضافة ميزات جديدة لزيادة الوصولية. تهدف تطبيقات الوصول إلى تقليل الحواجز أمام المنتجات والخدمات التقنية، مما يجعلها أكثر قابلية للاستخدام من قِبل مختلف فئات المجتمع. ومن الأمثلة الأساسية على ذلك أن شخصًا يعاني من ضعف البصر يمكنه الوصول إلى التقنية من خلال تفعيل خاصيتي التعرف على الصوت وتحويل النص إلى كلام.

## تاريخ التطبيقات
المصطلح الشائع "تطبيقات" حديث نسبيًا. يقترح ستراين (2015) أن أبل، ومؤسسها ستيف جوبز، لعب دورًا كبيرًا في تشكيل التصورات العامة حول تطبيقات الهواتف المحمولة. في عام 1983، ألقى جوبز خطابًا في مؤتمر تقني في أسبن بالولايات المتحدة حيث تنبأ بـ"تطور نظام توزيع رقمي جديد". وصف جوبز هذا النظام بأنه سيكون شبيهًا بمتجر تسجيلات موسيقية حيث سيكون بالإمكان في المستقبل تنزيل البرمجيات عبر خطوط الهاتف. ظهر مصطلح التطبيقات كما نعرفه اليوم كتطور لاحق من أجهزة المساعدات الرقمية الشخصية التي كانت تحتوي على لعبة Snake في هاتف نوكيا 6110. والمساعد الرقمي الشخصي هو جهاز كمبيوتر صغير محمول باليد قادر على تقديم خدمات البريد الإلكتروني والوصول إلى الإنترنت. تم إطلاق متجر تطبيقات آبل في 10 يوليو 2008 مع 500 تطبيق. بينما تم إطلاق متجر جوجل بلاي، المعروف سابقًا باسم سوق أندرويد، في 22 أكتوبر 2008. تم إصدار آيفون 3G بعد يوم واحد فقط من افتتاح متجر التطبيقات. وكان هذا أول آيفون يدعم الاتصال بشبكات الجيل الثالث (3G). اعتبارًا من عام 2020، يوجد حوالي 2.2 مليون تطبيق متاح للتنزيل على متجر تطبيقات آبل. يعتقد ماثيو بانزارينو، المحرر المشارك لموقع تيك كرانش، أن هناك ثلاث مراحل في تاريخ التطبيقات على الهواتف المحمولة. أولاً، مرحلة تطبيقات الألعاب والأدوات الأساسية التي كانت متوفرة في المساعدات الرقمية الشخصية والجيل الأول من الآيفون. ثانيًا، التطبيقات التي ركزت على جذب انتباه المستخدم والسيطرة على الشاشة الرئيسية للهاتف. ثالثًا، المرحلة الحالية حيث أصبحت التطبيقات بمثابة طبقات خدمية مصممة خصيصًا وتستفيد من تقنيات مثل حساسات الأجهزة، وتحديد الموقع الجغرافي، وسجل الاستخدام، والحوسبة التنبؤية.

## تاريخ التكنولوجيا المساعدة
تعود أمثلة التكنولوجيا المساعدة إلى القرن السابع عشر، حيث ذكر الكاهن والرياضي الفرنسي جان ليروشون الآلة لأول مرة في كتابه "الترفيهات الرياضية" عام 1634. في عام 1808، قام بيليجرينو تورري ببناء أول آلة كاتبة لمساعدة صديقه المكفوف في الكتابة. في عام 1829، اخترع لويس برايل طريقة برايل. في عام 1892، تم اختراع أول آلة كاتبة بطريقة برايل، والتي ساعدت بشكل كبير في تحسين قدرة المكفوفين على الكتابة. في عام 1923، قام هارفي فليتشر بتطوير جهاز السمع النموذجي Western Electric Model 2A. في عام 1934، تم إصدار أول إصدار من الكتب الصوتية ليتمكن المكفوفون من الاستماع إلى الكتب. في عام 1948، تم إطلاق سماعات الأذن الترانزستورية التي تتميز بحجم أصغر وميزة مخفية. في عام 1953، وبجهود المخترع الكندي جورج كلاين وفريقه، تم إنشاء الكراسي المتحركة الكهربائية لتوفير راحة كبيرة للأشخاص الذين يعانون من صعوبات سلوكية. في عام 1975، قام ريموند كورزويل بتطوير أدوات تعليمية لذوي الإعاقة البصرية من خلال تأسيس شركة Kurzweil Computer Products Inc. لتطوير أول برنامج للتعرف على النصوص (OCR) الذي يستطيع التعرف على أي نوع من الطباعة. في عام 1995، أدرجت مايكروسوفت ميزات الوصول في نظام ويندوز 95 بدلاً من الحاجة لشراء إضافة منفصلة لإمكانية الوصول. في عام 2000، قدمت ويندوز لوحة مفاتيح على الشاشة وبرنامج تحويل النص إلى كلام للمستخدمين المكفوفين أو الأميين. في عام 2010، انتقلت جامعة ولاية ميشيغان إلى استخدام الترجمة الفورية عن بُعد، مما سمح للمستخدمين من الصم أو ضعاف السمع بالاتصال بشكل لاسلكي بمترجم عن بُعد بدلاً من وجود مترجم جالس بجانبهم. في عام 2023، قامت سوني بتحسين إمكانية الوصول على بلاي ستيشن من خلال إضافة علامات واضحة للألعاب التي تحتوي على ميزات بصرية وصوتية وتحكم وأسلوب اللعب. كما قدمت مشروع ليوناردو، وهو جهاز تحكم تكيفي لبلاي ستيشن 5 يمكن تخصيصه ويدعم الملحقات الطرفية للاعبين ذوي السيطرة الحركية المحدودة.

## الحاجة
في السنوات الأخيرة، كان هناك دفع من المجتمع لمطوري التطبيقات لزيادة إمكانية الوصول.  يُعاني 15% من سكان العالم من شكل من أشكال الإعاقة، ما يعادل مليار شخص. لذلك، أصبحت تطبيقات إمكانية الوصول ذات أهمية كبيرة في المجتمع الحالي. أصبحت تطبيقات إمكانية الوصول أكثر شيوعًا استجابة للطلب المتزايد على التكنولوجيا المتصلة. في السنوات الأخيرة، كان هناك تحسن في جعل التكنولوجيا أكثر إمكانية للأشخاص ذوي الإعاقة. ومع ذلك، فإن لجنة حقوق الإنسان الأسترالية لعام 2018 تقول إنه يجب وضع المزيد من التدابير من أجل تحقيق الوصول المتساوي وتمكين جميع فئات المجتمع من الاستفادة من مجتمع اليوم المتصل رقميًا. يناقش بيك وآزاري (2008) أهمية زيادة الوعي حول التقدمات الحالية والإمكانات المستقبلية في مجال إمكانية الوصول والتكنولوجيا.

## ميزات إمكانية الوصول في هواتف آيفون وأجهزة الكمبيوتر
يستطيع الأشخاص الذين يعانون من الإعاقات زيادة إمكانية الوصول في التكنولوجيا التي يمتلكونها عن طريق تمكين ميزات معينة. على سبيل المثال، في تطبيق الإعدادات على هواتف آيفون، هناك العديد من الميزات التي تزيد من إمكانية الوصول مثل 'اللمس المساعد'، 'عكس الألوان الكلاسيكي'، 'مرشحات الألوان' و'المكبر'. هذه التعديلات الموجودة في إعدادات آيفون قادرة على تحسين إمكانية الوصول للأشخاص الذين يعانون من إعاقات مثل الإعاقات الحركية، والإعاقات البصرية، وعمى الألوان، وفقدان الحساسية. وبالتالي، لا تقتصر التطبيقات المستقلة فقط على تحسين إمكانية الوصول، بل أيضًا الميزات ضمن البرمجيات التي يمكن أن تزيد من إمكانية الوصول للأفراد.
البرمجة منخفضة المستوى—معقدة للغاية ولكن قابلة للتخصيص بشكل كبير. هذه العملية لإنشاء البرمجيات مكلفة وتستغرق وقتًا طويلاً، ولكن يمكن للمرء أن يفعل كل شيء تقريبًا من خلالها.
يجادل بعض المدافعين بأن صانعي الهواتف الذكية يجب أن ي prioritizar إمكانية الوصول لتحسين قابلية استخدام الأجهزة للأشخاص ذوي الإعاقة. في السنوات الأخيرة، يتم إحراز تقدم ويتم تطوير المزيد من الأدوات بشكل مستمر لدعم إمكانية الوصول في الأجهزة المحمولة، خاصة هواتف آيفون.
في خريف 2023، تم تطبيق ميزة جديدة من أبل تُسمى "الصوت الشخصي". هذه الميزة متاحة في iOS 17 وiPadOS 17 وmacOS Sonoma. يمكن أن تساعد ميزة الصوت الشخصي الأشخاص الذين يعانون من خطر الإصابة بالفقدان التدريجي للكلام، مثل الأشخاص المصابين بالحبسة، على توليد صوتهم الدائم من خلال تسجيل صوتي مدته 15 دقيقة. تريسترام إنغهام يعاني من مرض "الضمور العضلي الفكي الحزامي" (FSHD)، وهو حالة قد تفقده القدرة على الكلام في المستقبل. لكن، كطبيب وباحث أكاديمي وقائد مجتمع للأشخاص ذوي الإعاقة، يعتبر الكلام أمرًا بالغ الأهمية بالنسبة له. قال إن تطبيق ميزة الصوت الشخصي له يمكن أن يساعده على تحقيق قيمة الحياة بعد فقدان القدرة على الكلام، وأنه لا يزال يستطيع المساهمة في المجتمع من خلال هذه التكنولوجيا، بدلاً من البقاء في المنزل فقط.

## الفوائد
توفر التكنولوجيا الجديدة، مثل تطبيقات إمكانية الوصول، منصة لزيادة إمكانية الوصول إلى الخدمات للأشخاص ذوي الإعاقة. يمكن أن تحسن التكلفة المنخفضة للخدمات المتاحة من خلال هذه التقنيات من المساواة بين فئات الأشخاص ذوي الإعاقة.
يمكن للتكنولوجيا الجديدة أن تجعل المواد التعليمية أكثر إمكانية، مما قد يزيد من عدد الطلاب الذين يمكنهم المشاركة في الدورات الجامعية.
تم تصميم بعض التطبيقات لمساعدة الأفراد ذوي الإعاقة على التحكم في الأجهزة المنزلية وإتمام المهام اليومية باستخدام برامج التعرف على الصوت. بالإضافة إلى ذلك، تم إنشاء تطبيقات تسمح للشخص بالتقاط صورة لمحيطه وسيقوم هاتفه بوصف الصورة. على سبيل المثال، يمكن لشخص يعاني من ضعف البصر أن يذهب إلى السوبرماركت، يلتقط صورة لمنتج، وسيقوم التطبيق بتسمية المنتج. بدلاً من ذلك، يمكن للشخص أن يلتقط صورة لشخص آخر وسيقوم التطبيق بوصف مشاعر الشخص صوتيًا.
غالبًا ما يواجه الأشخاص ذوو الإعاقة تحديات في مواقف قد لا تكون واضحة على الفور لأولئك الذين ليس لديهم إعاقة. تشرح الدراسة (مايوردومو-مارتينيز وآخرون، 2019) كيف يعمل تطبيق إمكانية الوصول وما الذي يجب أن يتضمنه التطبيق لتحقيق إمكانية الوصول. تستخدم الدراسة تطبيق "Access Earth" كمثال رئيسي لتطبيق جعل البيئة الخارجية أكثر إمكانية للأشخاص. يحقق التطبيق ذلك من خلال تحديد ومشاركة المرافق مثل مواقف السيارات والحمامات والمباني في مجتمع عالمي مجاني. وبالتالي، يهدف هذا التطبيق إلى تحسين إمكانية الوصول في الحياة اليومية، مما قد يعزز استقلالية المستخدمين ذوي الإعاقة. علاوة على ذلك، هناك أيضًا تطبيقات، مثل "AccessNow" التي تعزز إمكانية الوصول من خلال إنشاء مجتمعات عالمية لأعضائها لمشاركة والبحث عن معلومات إمكانية الوصول.
دراسة حديثة (يو، بارمانتو، ديشيانو، وبرامانا، 2015) تناولت إمكانية الوصول لتطبيق الرعاية الذاتية للصحة النفسية، iMHere، للأفراد وخيارات إمكانية الوصول للناس المصابين بالشلل الدماغي. تمكن جميع المشاركين في الدراسة من استخدام التطبيق بدون مساعدة وقالوا إنهم سيستخدمون التطبيق مرة أخرى في المستقبل. ومع ذلك، كانت هناك بعض التعقيدات المتعلقة بإمكانية الوصول للتطبيق. أشار المشاركون إلى أنه بسبب إعاقاتهم الفريدة، كان هناك حاجة لتطبيق يسمح بالتخصيص من قبل المستخدم لتعديل مظهر المحتوى مثل حجم النص ولونه.

## دراسة حالة
تعتبر هذه الدراسة الحالة مثالًا على كيفية أن التكنولوجيا الجديدة يمكن أن تخلق حواجز للأشخاص ذوي الإعاقة إذا لم يتم النظر في إمكانية الوصول أثناء تصميم التكنولوجيا. كان نظام Eftpos الذي أطلقه البنك الكومنولث في عام 2017 مثالًا على تطبيق تم تنفيذه بشكل سيء ولم يتضمن ميزات إمكانية الوصول. كان النظام الجديد عبارة عن جهاز لوحي بدون أزرار فعلية أو مفاتيح حساسة للمس، على عكس أجهزة Eftpos السابقة. وبناءً عليه، تم انتقاد النظام بشكل كبير من قبل مجتمع الأشخاص ذوي الإعاقة بسبب نظام اللمس فقط الذي أجبر المكفوفين وذوي الإعاقة البصرية على إما الكشف عن أرقام بطاقاتهم الائتمانية أثناء الدفع أو عدم إتمام عملية الدفع. لم تعد المتاجر التي تحتوي على مثل هذه الأجهزة متاحة للأشخاص المكفوفين أو ذوي الإعاقة البصرية. كان هؤلاء الأشخاص مضطرين للجوء إلى أفراد الأسرة لإتمام تسوقهم الأسبوعي لأنهم توقفوا عن الذهاب إلى المتاجر التي تحتوي على هذه الأجهزة. في النهاية، كان هذا التطبيق الذي تم إنشاؤه دون النظر في احتياجات مجتمع الأشخاص ذوي الإعاقة يعني أن الأفراد والشركات الصغيرة الذين كانوا يستخدمون التطبيق عانوا نتيجة توقف المدفوعات.
بعد بضع سنوات، وفي عام 2019، وافق بنك الكومنولث الأسترالي على تقديم تحديثات للبرمجيات لجهاز Eftpos لجعله أكثر إمكانية لذوي الإعاقة البصرية. كان هذا نتيجة لقضية تمييز تم رفعها ضد البنك وعدة حملات من أستراليين مصابين بإعاقة بصرية. استجاب بنك CBA للنقد من خلال تقديم عدة تدابير لتحسين إمكانية الوصول في نظامه. أولاً، أطلقوا تحديثات للبرمجيات لتشمل تفعيل أسهل لميزة إمكانية الوصول وبعض التحسينات الأخرى. ثانيًا، أضاف البنك تدريبات متاحة للتجار لكي يتمكنوا من فهم كيفية استخدام وتطبيق ميزات إمكانية الوصول للعملاء. أخيرًا، أنشأ بنك CBA فيديو لحاملي البطاقات يوضح كيفية تفعيل ميزات إمكانية الوصول واستخدامها عند شراء منتج في المتجر. وصرح بنك CBA الآن بأنه ملتزم بضمان أن تكون إمكانية الوصول عاملاً رئيسيًا ومهمًا في تطوير المنتجات المستقبلية.

## الجوانب التمييزية للتكنولوجيا
قد تحتوي التكنولوجيا على جوانب تمييزية يمكن أن تؤثر سلبًا على الأفراد. يمكن للتكنولوجيا أن تثير القلق بشأن الخصوصية والأمان والسلامة وعدم التمييز.
تم إثارة بعض القلق بشأن التأثير المحتمل للتكنولوجيا الجديدة على الخصوصية. تمتلك التكنولوجيا الجديدة القدرة على تخصيص المنتجات والخدمات من خلال تعديل التفضيلات والخصائص ذات الصلة بالمستخدم. هذه العملية ممكنة بفضل جمع وتخزين واستخدام ونقل المعلومات الشخصية للمستخدم. يمكن استخدام جمع البيانات الشخصية للمستخدم للتأثير على نتائج محركات البحث، والتسويق المباشر، وفتح الباب أمام المراقبة الجماعية من قبل الحكومة والقطاع الخاص. لهذا السبب، يشعر الناس بالقلق بشأن خصوصيتهم على الإنترنت.
تمتلك التكنولوجيا الجديدة القدرة على تعزيز ولكن أيضًا تهديد السلامة والأمان الشخصي. على سبيل المثال، يمكن استخدام التكنولوجيا الجديدة مثل الدرونز للتعرف على التهديدات للمجتمع أو نشرها كأسلحة. بالإضافة إلى ذلك، هناك نوع من التكنولوجيا التي تسمح للأشخاص الذين يعانون من مرض السكري بمراقبة مستوى الجلوكوز في الدم وإعطاء الأنسولين عند الحاجة. ومع ذلك، فإن نفس هذه التكنولوجيا تشكل تهديدًا للأفراد لأنها توفر منصة للجريمة الإلكترونية حيث يصبح الإساءة والاستغلال والترهيب والتهديد ممكنًا.
تشكّل التكنولوجيا الجديدة تهديدًا لحق الأفراد في عدم التمييز والمعاملة المتساوية. قد تصبح الفوارق الاقتصادية ظاهرة عندما يتم استبدال قوة العمل بواسطة الروبوتات. على الرغم من ذلك، يمكن للتكنولوجيا أيضًا تقليل عدم المساواة، على سبيل المثال، يمكن للتقنيات المستدامة للطاقة تحسين حياة أولئك الذين يعيشون في البلدان النامية. يمكن أن يختلف الوصول إلى الابتكارات التكنولوجية بناءً على العوامل الاقتصادية والاجتماعية والجسدية.
تعتبر التكنولوجيا الجديدة جزءًا من الحياة اليومية سواء كان ذلك في التسوق، أو النقل، أو الوصول إلى خدمات الحكومة. ولهذا السبب، من المهم أن يكون لجميع فئات المجتمع وصول متساوٍ إلى التكنولوجيا. تشير بعض الدراسات إلى أن التكنولوجيا قد تكون أقل وصولاً للأفراد كبار السن. على سبيل المثال، قد يواجه كبار السن صعوبة في الوصول إلى الخدمات الحكومية عبر الإنترنت أو قد يكونون عرضة لاستغلال بياناتهم الصحية الشخصية. كما يمكن أن يتعرض الأطفال والشباب للتمييز من خلال التكنولوجيا من خلال استخدام منصات التواصل الاجتماعي. الأشخاص ذوو الإعاقة هم فئة خاصة معرضة للجوانب التمييزية للتكنولوجيا. حاليًا، يميل الأشخاص ذوو الإعاقة إلى امتلاك معدلات شمولية رقمية أقل، مما قد يحد من وصولهم إلى بعض المنصات الرقمية. لا تزال المخاوف قائمة حول التكلفة، وقلة الوصول إلى المعدات، ونقص الوعي بشأن الخيارات الخاصة بذوي الإعاقة، وعدم كفاية تكنولوجيا الشاشات التي تناسب الأشخاص ذوي الإعاقة البصرية، وأن التكنولوجيا التي تفتقر إلى إمكانية الوصول يمكن أن تفرض التمييز الوظيفي على ذوي الإعاقة.
هناك العديد من الأطر والنماذج المتبعة على مستوى عالمي لحماية الأشخاص ذوي الإعاقة من جوانب التمييز في التكنولوجيا. على سبيل المثال، في أستراليا، تتوقع اتفاقية حقوق الأشخاص ذوي الإعاقة أن تقوم جميع الشركات في القطاع الخاص والهيئات الحكومية بنشر معلومات تكون قابلة للوصول لجميع فئات المجتمع. يتعين على الحكومة الأسترالية اختبار تجربة المستخدمين ذوي الإعاقة لخدماتها لضمان أن المعلومات قابلة للوصول. بالمقارنة، تعرف الولايات المتحدة بوجود أحد أكثر الأطر القانونية شمولية لضمان المساواة على الإنترنت. ومع ذلك، لا يتم تطبيق هذه القوانين بشكل صحيح، وبالتالي لا يزال الأشخاص ذوو الإعاقة يعانون من نقص في الوصول المتساوي إلى الإنترنت.

## تكنولوجيا الوصول والذكاء الاصطناعي
يُحسن الذكاء الاصطناعي المساعد حياة الأشخاص ذوي الإعاقة عبر العديد من المجالات. الترفيه: يُمكن الذكاء الاصطناعي الأفراد ذوي الإعاقة البصرية والسمعية من الاستمتاع بالأفلام والعروض من خلال ميزات مثل الترجمة الصوتية وتفسير الإشارات. قد تسمح التقدمات المستقبلية للأشخاص ذوي الإعاقات الإدراكية بالحصول على توضيحات أثناء المشاهدة. الوصول إلى الويب: تساعد أدوات الذكاء الاصطناعي المطورين في إنشاء كود يتوافق مع معايير الوصول، مما يحسن الوصول إلى الويب للمستخدمين ذوي الإعاقة. التعليم: تدعم أدوات الذكاء الاصطناعي مثل النسخ الفوري، والتحويل من النص إلى كلام، وأدوات الكتابة، عملية التعلم للطلاب ذوي الإعاقة، مما يجعل الفصول الدراسية أكثر شمولية. التوظيف: يُسهل الذكاء الاصطناعي البحث عن وظائف للأشخاص ذوي الإعاقة ويعزز بيئات العمل الشاملة من خلال أتمتة المهام وتخصيص بيئات العمل وفقًا للاحتياجات الخاصة. التكنولوجيا المساعدة: يدعم البحث في الذكاء الاصطناعي تطوير الأجهزة المساعدة الميسورة التكلفة، من الأطراف الاصطناعية إلى المساعدين الافتراضيين، مما يوسع الوصول إلى التكنولوجيا الحيوية. الحياة المنزلية: تتيح أجهزة المنزل الذكي للأشخاص الذين يعانون من تحديات في الحركة التحكم في وظائف المنزل من خلال الأجهزة المحمولة، مما يدعم الاستقلالية الأكبر.
على سبيل المثال، التعرف على الصور والوجوه: يساعد الذكاء الاصطناعي الأشخاص ذوي الإعاقة البصرية من خلال وصف الأشياء، والمشاهد، وحتى تعبيرات الوجوه والمشاعر. الترجمة والترجمة النصية: تستخدم أدوات الذكاء الاصطناعي معالجة اللغة الطبيعية والتعرف على الصوت لإضافة الترجمة النصية، ونسخ الصوت، وترجمة اللغة المحكية إلى لغة الإشارة، مما يساعد الأفراد ذوي الإعاقة السمعية. قراءة الشفاه: يمكن للذكاء الاصطناعي تفسير حركات الشفاه وتحويلها إلى نص أو صوت، مما يسهل التواصل مع المجتمع الأصم. فهم المحتوى: يُبسط الذكاء الاصطناعي المعلومات المعقدة، مما يساعد الأشخاص ذوي الإعاقة الإدراكية أو اضطراب فرط الحركة وتشتت الانتباه على فهم المحتوى بشكل أفضل. الملاحة: توفر أنظمة الملاحة الذكية المدعومة بالذكاء الاصطناعي إرشادات في الوقت الفعلي للأشخاص الذين يعانون من تحديات في الحركة، وتحديد المرافق والطرق المهيأة. اختبار الوصول: تتحقق أدوات الذكاء الاصطناعي الآلية من امتثال المواقع الإلكترونية لمعايير الوصول، مما يساعد الشركات على الحفاظ على الشمولية وتجنب الغرامات. طبقات الوصول: تسمح الطبقات مثل accessiBe وUserway للمستخدمين بتخصيص المواقع الإلكترونية، مثل تعديل حجم الخط، وتباين الألوان، والعناصر الأخرى لتجربة أكثر إمكانية للوصول.
SRAVI وAva هما تطبيقات تجمع بين تصميم إمكانية الوصول والذكاء الاصطناعي:
SRAVI، هو تطبيق للقراءة من الشفاه مدعوم بالذكاء الاصطناعي طوره فابيان كامبل-ويست، يساعد المرضى ذوي العجز في الكلام على التواصل، خاصة أولئك الذين خضعوا لعملية استئصال الحنجرة. وعلى الرغم من حل شركة Liopa، لا يزال التطبيق متاحًا للتنزيل.
Ava هو تطبيق موبايل يساعد الأشخاص الصم أو ضعاف السمع على المشاركة في المحادثات الجماعية من خلال نسخ الكلام إلى نص في الوقت الفعلي، ويدعم عدة لغات. تعمل جامعة إلينوي، جنبًا إلى جنب مع شركات التكنولوجيا، على مشروع الوصول إلى الكلام لتحسين التعرف على الصوت للأشخاص ذوي الإعاقات الكلامية، مما يقلل من الأخطاء في النسخ باستخدام الذكاء الاصطناعي.